# Nybyggare

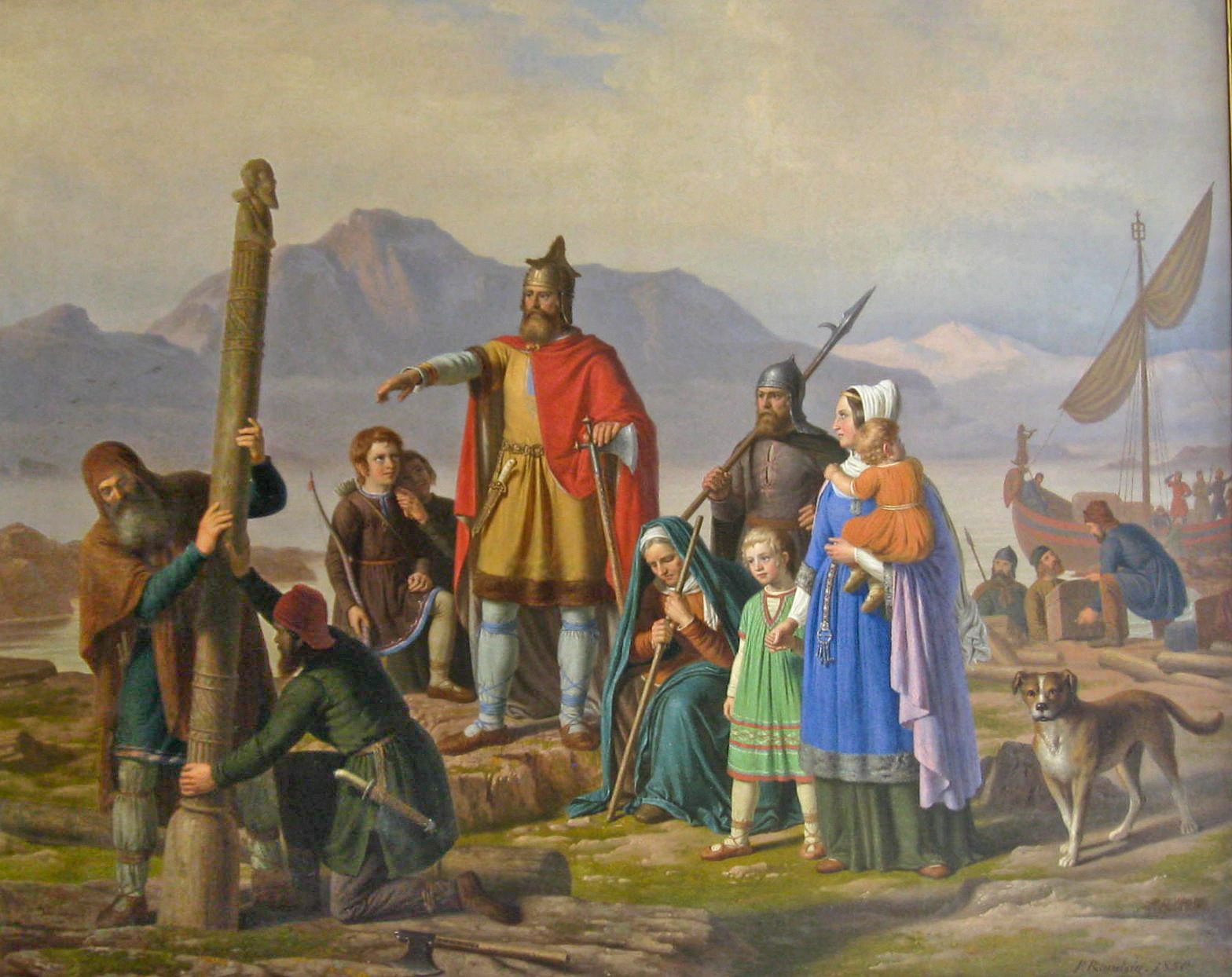
Ingólfr Arnarson tar Island i besittning, romantisk målning från 1850.

En nybyggare eller bosättare är en person som migrerar till en plats för att röja mark, bygga hus och bosätta sig, särskilt om person som migrerar i samband med kolonisering, som exempelvis europeiska koloniseringen av Amerika, även kallad pionjär.
Begreppen bosättare och bosättningar används numera framförallt om israeliska bosättningar på Västbanken.